# Spanien i olympiska sommarspelen 1952
Spanien deltog med 27 deltagare vid de olympiska sommarspelen 1952 i Helsingfors. Totalt vann de en silvermedalj.

## Medalj

### Silver
- Ángel León - Skytte.